# 紀元前513年
紀元前513年（きげんぜんごひゃくじゅうさんねん）は、西暦（ローマ暦）による年。
紀元前1世紀の共和政ローマ末期以降の古代ローマにおいては、ローマ建国紀元241年として知られていた。紀年法として西暦（キリスト紀元）がヨーロッパで広く普及した中世時代初期以降、この年は紀元前513年と表記されるのが一般的となった。

## 他の紀年法
- 干支 : 戊子
- 日本
  - 皇紀148年
  - 安寧天皇36年
- 中国
  - 周 - 敬王7年
  - 魯 - 昭公29年
  - 斉 - 景公35年
  - 晋 - 頃公13年
  - 秦 - 哀公24年
  - 楚 - 昭王3年
  - 宋 - 景公4年
  - 衛 - 霊公22年
  - 陳 - 恵公21年
  - 蔡 - 昭侯6年
  - 曹 - 声公2年
  - 鄭 - 献公元年
  - 燕 - 平公11年
  - 呉 - 闔閭2年
- 朝鮮
  - 檀紀1821年
- ベトナム :
- 仏滅紀元 : 32年
- ユダヤ暦 : 3248年 - 3249年

## できごと

### アジア
- アケメネス朝のダレイオス1世は、スキタイ遠征によりゲタイとトラキアを制圧した。この遠征のために、巨大な舟橋がボスポラス海峡に設けられた[1]。
- インダス川流域を含むインド西部が、ヒンドゥシュ（英語版）（インド）というペルシアの属州となった。

### ヨーロッパ
- アルゲアス朝のマケドニア王アミュンタス1世が、ダレイオス1世の要求に従い、側室となる女性たちをペルシアの外交団に提供することになった。王子アレクサンドロス（後のアレクサンドロス1世）は、一計を案じ、女性の代わりにヒゲを剃った男性たちを送った[2]。

### 中国
- 周の都の洛陽で召伯盈・尹氏固および原伯魯の子が殺害された。
- 周の王子の趙車が鄻に入って反乱を起こし、陰不佞がこれを撃破した。
- 晋の趙鞅と荀寅（中行文子）が、かつて士匄（范宣子）の作った刑書を彫り付けた刑鼎を公開した。これが晋で初めての成文法となった。
- 滕の頃公が即位。
- 鄭の献公が即位。（紀元前514年とも）

## 死去
- ダニエル - 『ダニエル書』の主題となっているユダヤ人指導者。キリスト教では預言者とされるが、ユダヤ教では預言者とはされない。（生年不詳）（おおよその年代）[3]